# Ingeborg Göthel
Ingeborg Göthel (geboren 1931 in Eppendorf, Sachsen) ist eine deutsche Koreanistin. Sie war Professorin an der Humboldt-Universität Berlin.

## Werke (Auswahl)

### Monografien
- Der Kampf des koreanischen Volkes für die Schaffung einer nationalen Einheitsfront gegen den japanischen Imperialismus in den Jahren 1930–1940. Dissertation, Universität Leipzig 1964.
- Zu den Ursachen und Erscheinungsformen des Nationalismus in der KVDR. Dissertation B, Universität Leipzig 1972.
- Geschichte Koreas. Vom 17. Jahrhundert bis zur Gegenwart. Berlin: Deutscher Verlag der Wissenschaften, 1978.
- Geschichte Südkoreas. Berlin: Deutscher Verlag der Wissenschaften, 1988.
- Der Untergang des alten Korea. Wiesbaden: Harrassowitz, 1996 (über die Periode der Herrschaft von Kojong von dessen Thronbesteigung 1861 bis zu seinem Tod 1919).

### Artikel
- Herausbildung des Nationalismus in Asien unter den Bedingungen der Kolonialherrschaft. In: Asien – Afrika – Lateinamerika Bd. 12 Nr. 4 (1984) S. 619–630.
- Zu den sozialpolitischen Anschauungen des Silhakgelehrten Dsong Jak Jong (1762–1836). In: Asien in Vergangenheit und Gegenwart. Beiträge der Asienwissenschaftler der DDR zum XXIX. Internationalen Orientalistenkongreß 1973 in Paris. Berlin: Akademie, 1974; S. 321–334.